# Nethermost Pike
Nethermost Pike ist einer der 214 Wainwright genannten Berge (Fell) im nordenglischen Nationalpark Lake District. Er ist der zweithöchste Berg der Helvellyn Range, einer in Nord-Süd-Richtung verlaufenden Bergkette, die zwischen Ullswater im Osten und Thirlmere im Westen liegt, und wird den Eastern Fells zugeordnet.
Während die Westseite aus Grashängen besteht, ist die Ostseite steil und felsig. In früheren Jahrhunderten wurde hier Bergbau zur Gewinnung von Blei betrieben, und es sind noch heute zahlreich vorhandene Stollen und Schächte zu finden.

## Geologie
Das Gestein des Nethermost Pike und der angrenzenden Bereiche ist zum Teil aus pyroklastischem Gestein in Verbindung mit Tuff, Brekzie und Lapilli. In den tieferen Schichten findet man Dazit.
Der Boden im östlichen Bereich des Helvellyn Range ist sehr mineralreich, so dass dort fruchtbares Erdreich zu finden ist, das zusammen mit Klima und Abgeschiedenheit eine große Vielfalt an Pflanzen hervorbringt, die typisch für hochalpine Landschaften und Tundren sind. So findet man in Nethermost Cove etwa ein Drittel des englischen Bestandes der Lappland-Weide (Salix lapponum).

## Topographie
Die Helvellyn Range verläuft auf elf Kilometer in grober Nord-Süd-Richtung und der Kamm befindet sich etwa in 600 m Höhe. Nethermost Pike liegt am südlichen Ende und wird im Süden von Dollywaggon Pike und im Norden vom Helvellyn begrenzt. Der zwischen Dollywaggon Pike und Nethermost Pike gelegene High Crag genannte Gipfel wird wegen seiner geringen Schartenhöhe von Alfred Wainwright nicht als eigenständiger Gipfel des Lake District betrachtet. Die meisten Wanderführer übernehmen diese Sichtweise und zählen High Crag zum Nethermost Pike zugehörig.
Wie bei den meisten anderen Gipfel des Helvellyn Range besteht ein starker Kontrast zwischen der West- und Ostseite. "Die von der Masse [der Wanderer] begangenen westlichen Grashänge sind wenig interessant, aber man sollte den Berg nicht vorschnell beurteilen. Vom Osten ist er nicht weniger großartig als der Helvellyn."
Die westlichen Grashänge verlaufen gleichmäßig und wenig spektakulär bis zum oberen Ende des Thirlmere Reservoir und der kleinen Kirche von Wythburn. Es gibt zwar einige unwegsamere und felsige Stellen (z. B. High Crags und Comb Crags), die aber den Gesamteindruck der gleichmäßigen und sanften Grashänge nicht trüben können. Die unteren Bereiche sind mit Nadelbäumen aufgeforstet worden und bilden einen Teil des Thirlmere Forest. Oberhalb dieser Baumbestände ist der Eindruck des weiten offenen Fells ungetrübt.

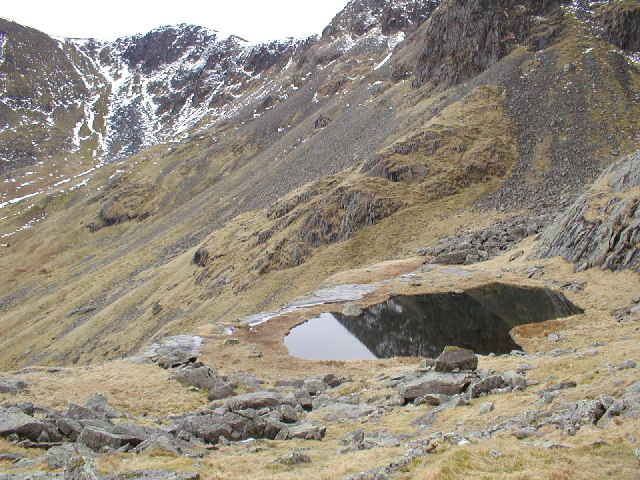
Hard Tarn

Das Erscheinungsbild der Ostseite wird vollständig von Felsen bestimmt. Aus zwei Karen (Corrie) mit steilen Felshängen führen schmale Täler nach Osten zum Haupttal Grisedale. Das südliche der beiden ist Ruthwaite Cove, in dem sehr versteckt Hard Tarn liegt, ein kleiner Bergsee, dessen klares Wasser zusammen mit den schwarzen Felsen den falschen Eindruck großer Tiefe erweckt.
Hier findet man auch die Ruthwaite Lodge genannte Berghütte, die ursprünglich zu den hier liegenden Minen gehörte und die heute als Ausgangspunkt für Berg- und Klettertouren dient.
In den Minen wurde Galenit zur Bleigewinnung gefördert. Es wird vermutet, dass diese Bergbautätigkeit bis ins 16. Jahrhundert zurückgeht. Weitere Aktivitäten sind um die Jahre 1784 und 1862 verzeichnet. Die letzte Minentätigkeit fand 1880 statt.

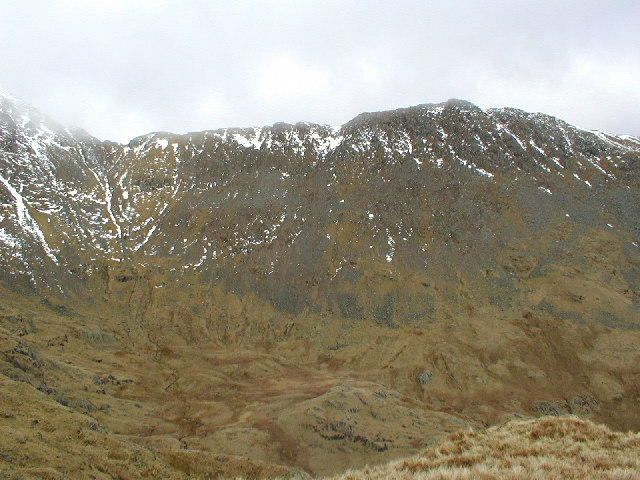
Nethermost Cove

Der zweite Talkessel ist Nethermost Cove, in dem die Überreste der Eagle Crag Mine zu finden sind.
Getrennt werden diese beiden Täler durch den felsigen Ostgrat. Obwohl weniger spektakulär als Striding Edge, bietet er die lohnendste Route direkt zum Gipfel des Nethermost Pike.
Nach Norden wird Nethermost Pike vom Helvellyn durch die Senke Swallow Scarth getrennt, die oberhalb Nethermost Cove liegt.
Der Gipfel des Nethermost Pike besteht aus einem grob dreieckigen, mit Gras bedeckten Plateau und ist wenig spektakulär. Bis auf den nördlichen Bereich, der durch den höheren Helvellyn dominiert wird, ist ein sehr großer Teil des Lake District zu überblicken.